# Vingt-sixième district congressionnel du Texas
Le 26e district congressionnel du Texas comprend le comté rural de Cooke au nord et une partie du Comté de Wise à l'ouest et comprend des parties du Comté de Denton, notamment Flower Mound, Lewisville et des parties de Corinth, Carrollton, Little Elm et The Colony. Le Représentant actuel est le Républicain Michael C. Burgess. Le district est surtout connu comme le siège de l'ancien leader de la majorité parlementaire Dick Armey.

## Histoire
Le district a été créé à la suite du cycle de redécoupage après le recensement de 1980, en raison de la croissance démographique au Texas et dans le Comté de Denton, en particulier dans son secteur sud. Depuis sa création, le district est basé dans le Comté de Denton, l'un des comtés du Texas à la croissance la plus rapide.
Le Démocrate Tom Vandergriff a été la première personne à représenter le district, gagnant en 1982. Vandergriff a perdu de peu face au Républicain Dick Armey en 1984, et le siège est depuis lors continuellement occupé par les républicains. En effet, depuis la défaite de Vandergriff en 1984, aucun démocrate n'a franchi la barre des 40 %. Comme le Comté de Denton est devenu majoritairement Républicain ces dernières années (tous les fonctionnaires du comté sauf un sont républicains, comme le sont tous les membres de l'Assemblée législative du Texas représentant le comté), le 26e district est considéré comme un « siège sûr » pour le GOP.
Depuis le redécoupage de 2010, le 26e district comprend la majeure partie du Comté de Denton (à l'exception de la partie sud-est) et une partie du centre-nord du Comté de Tarrant.
Cependant, le district a pris une tendance démocrate ces dernières années. Donald Trump l'a emporté de 14 points en 2020, tandis que Mitt Romney l'avait emporté de 37 en 2012.
Après le recensement de 2020, une croissance rapide a entraîné des changements importants dans la composition du district. Pour la première fois depuis la création du district, la ville de Denton, siège du Comté de Denton, ne fera pas partie du district. Il a plutôt été transféré dans le 13e district basé à Panhandle. Le 26e a également perdu sa petite part de Frisco. Pour compenser la perte de population, des parties du Comté de Wise et tout le Comté de Cooke feront partie du district. Lewisville deviendra la plus grande ville du district.
Denton était devenu de plus en plus amical envers les démocrates ces dernières années, et les tendances électorales suggéraient que selon la carte précédente, le 26e aurait pu potentiellement devenir compétitif. Le 26e redessiné est en revanche considéré comme légèrement plus républicain que son prédécesseur.

## Frontières historiques du district

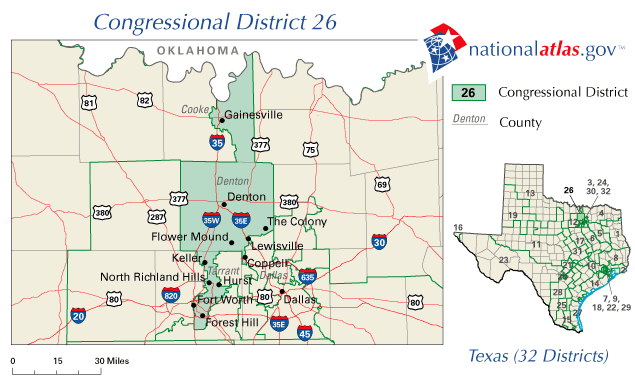
2007 - 2013

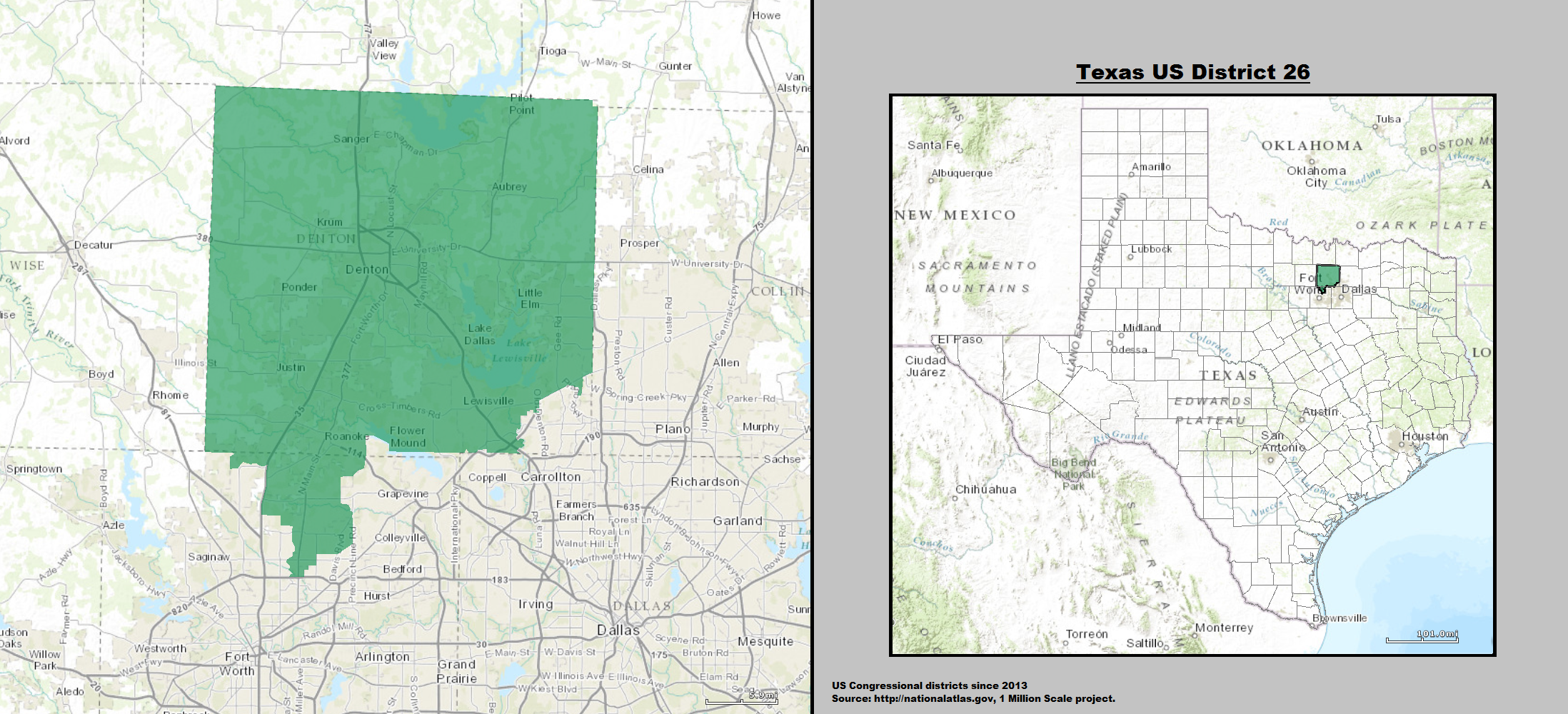
2013 - 2023

## Historique de vote
| Année | Poste     | Résultats              |
| ----- | --------- | ---------------------- |
| 2000  | Président | Bush 71,0 % – 27,0 %   |
| 2004  | Président | Bush 65,0 % – 35,0 %   |
| 2008  | Président | McCain 58,0 % – 41,0 % |
| 2012  | Président | Romney 68,0 % – 31,0 % |
| 2016  | Président | Trump 60,0 % – 34,0 %  |
| 2020  | Président | Trump 56,0 % – 42,0 %  |

## Liste des Représentants du district
| Membre                             | Parti       | Années                          | Congrès     | Histoire électorale | Zone géographique                                      |
| ---------------------------------- | ----------- | ------------------------------- | ----------- | --- | ------------------------------------------------------ |
| District établit le 3 janvier 1983 |             |                                 |             | |                                                        |
| Tom Vandergriff (en)               | Démocrate   | 3 janvier 1983 - 3 janvier 1985 | 98e         | Élu en 1982. Perd sa réélection. | 1983–1985                                              |
| Dick Armey                         | Républicain | 3 janvier 1985 - 3 janvier 2003 | 99e - 107e  | Élu en 1984. Réélu en 1986. Réélu en 1988. Réélu en 1990. Réélu en 1992. Réélu en 1994. Réélu en 1996. Réélu en 1989. Réélu en 2000. Retrait.                               | 1985–1993                                              |
| Dick Armey                         | Républicain | 3 janvier 1985 - 3 janvier 2003 | 99e - 107e  | Élu en 1984. Réélu en 1986. Réélu en 1988. Réélu en 1990. Réélu en 1992. Réélu en 1994. Réélu en 1996. Réélu en 1989. Réélu en 2000. Retrait.                               | 1993–1997 Parties de Collin, Dallas, Denton et Tarrant |
| Dick Armey                         | Républicain | 3 janvier 1985 - 3 janvier 2003 | 99e - 107e  | Élu en 1984. Réélu en 1986. Réélu en 1988. Réélu en 1990. Réélu en 1992. Réélu en 1994. Réélu en 1996. Réélu en 1989. Réélu en 2000. Retrait.                               | 1997–2003 Parties de Collin, Dallas, Denton et Tarrant |
| Michael C. Burgess                 | Républicain | 3 janvier 2003 - 3 janvier 2025 | 108e - 118e | Élu en 2002. Réélu en 2004. Réélu en 2006. Réélu en 2008. Réélu en 2010. Réélu en 2012. Réélu en 2014. Réélu en 2016. Réélu en 2018. Réélu en 2020. Réélu en 2022. Retrait. | 2003–2005 Denton ; Parties de Collin et Tarrant        |
| Michael C. Burgess                 | Républicain | 3 janvier 2003 - 3 janvier 2025 | 108e - 118e | Élu en 2002. Réélu en 2004. Réélu en 2006. Réélu en 2008. Réélu en 2010. Réélu en 2012. Réélu en 2014. Réélu en 2016. Réélu en 2018. Réélu en 2020. Réélu en 2022. Retrait. | 2005–2013 Parties de Cooke, Denton et Tarrant          |
| Michael C. Burgess                 | Républicain | 3 janvier 2003 - 3 janvier 2025 | 108e - 118e | Élu en 2002. Réélu en 2004. Réélu en 2006. Réélu en 2008. Réélu en 2010. Réélu en 2012. Réélu en 2014. Réélu en 2016. Réélu en 2018. Réélu en 2020. Réélu en 2022. Retrait. | 2013–2023 Parties de Denton et Tarrant                 |
| Michael C. Burgess                 | Républicain | 3 janvier 2003 - 3 janvier 2025 | 108e - 118e | Élu en 2002. Réélu en 2004. Réélu en 2006. Réélu en 2008. Réélu en 2010. Réélu en 2012. Réélu en 2014. Réélu en 2016. Réélu en 2018. Réélu en 2020. Réélu en 2022. Retrait. | 2023–present                                           |
| Brandon Gill                       | Républicain | 3 janvier 2025 - Présent        | 119e        | Élu en 2024. |                                                        |

## Résultats des récentes élections

### 2004
| Élection de 2004 du 26e district congressionnel du Texas | Élection de 2004 du 26e district congressionnel du Texas | Élection de 2004 du 26e district congressionnel du Texas | Élection de 2004 du 26e district congressionnel du Texas | Élection de 2004 du 26e district congressionnel du Texas |
| -------------------------------------------------------- | -------------------------------------------------------- | -------------------------------------------------------- | -------------------------------------------------------- | -------------------------------------------------------- |
| Parti                                                    | Parti                                                    | Candidat                                                 | Votes                                                    | %                                                        |
|                                                          | Républicain                                              | Michael C. Burgess (sortant)                             | 180 519                                                  | 65,8                                                     |
|                                                          | Démocrate                                                | Lico Reyes                                               | 89 809                                                   | 32,7                                                     |
|                                                          | Libertarien                                              | James Gholston                                           | 4211                                                     | 1,5                                                      |
| Total des votes                                          | Total des votes                                          | Total des votes                                          | 274 539                                                  | 100 %                                                    |
|                                                          | Les Républicains conservent                              |                                                          |                                                          |                                                          |

### 2006
| Élection de 2006 du 26e district congressionnel du Texas | Élection de 2006 du 26e district congressionnel du Texas | Élection de 2006 du 26e district congressionnel du Texas | Élection de 2006 du 26e district congressionnel du Texas | Élection de 2006 du 26e district congressionnel du Texas |
| -------------------------------------------------------- | -------------------------------------------------------- | -------------------------------------------------------- | -------------------------------------------------------- | -------------------------------------------------------- |
| Parti                                                    | Parti                                                    | Candidat                                                 | Votes                                                    | %                                                        |
|                                                          | Républicain                                              | Michael C. Burgess (sortant)                             | 94 219                                                   | 60,2                                                     |
|                                                          | Démocrate                                                | Tim Barnwell                                             | 58 271                                                   | 37,2                                                     |
|                                                          | Libertarien                                              | Rich Haas                                                | 3993                                                     | 2,6                                                      |
| Total des votes                                          | Total des votes                                          | Total des votes                                          | 156 483                                                  | 100 %                                                    |
|                                                          | Les Républicains conservent                              |                                                          |                                                          |                                                          |

### 2008
| Élection de 2008 du 26e district congressionnel du Texas | Élection de 2008 du 26e district congressionnel du Texas | Élection de 2008 du 26e district congressionnel du Texas | Élection de 2008 du 26e district congressionnel du Texas | Élection de 2008 du 26e district congressionnel du Texas |
| -------------------------------------------------------- | -------------------------------------------------------- | -------------------------------------------------------- | -------------------------------------------------------- | -------------------------------------------------------- |
| Parti                                                    | Parti                                                    | Candidat                                                 | Votes                                                    | %                                                        |
|                                                          | Républicain                                              | Michael C. Burgess (sortant)                             | 195 181                                                  | 60,2                                                     |
|                                                          | Démocrate                                                | Ken Leach                                                | 118 167                                                  | 36,4                                                     |
|                                                          | Libertarien                                              | Stephanie Weiss                                          | 11 028                                                   | 3,4                                                      |
| Total des votes                                          | Total des votes                                          | Total des votes                                          | 324 376                                                  | 100 %                                                    |
|                                                          | Les Républicains conservent                              |                                                          |                                                          |                                                          |

### 2010
| Élection de 2010 du 26e district congressionnel du Texas | Élection de 2010 du 26e district congressionnel du Texas | Élection de 2010 du 26e district congressionnel du Texas | Élection de 2010 du 26e district congressionnel du Texas | Élection de 2010 du 26e district congressionnel du Texas |
| -------------------------------------------------------- | -------------------------------------------------------- | -------------------------------------------------------- | -------------------------------------------------------- | -------------------------------------------------------- |
| Parti                                                    | Parti                                                    | Candidat                                                 | Votes                                                    | %                                                        |
|                                                          | Républicain                                              | Michael C. Burgess (sortant)                             | 120 984                                                  | 67,1                                                     |
|                                                          | Démocrate                                                | Neil Durrance                                            | 55 385                                                   | 30,7                                                     |
|                                                          | Libertarien                                              | Mark Boler                                               | 4062                                                     | 2,3                                                      |
| Total des votes                                          | Total des votes                                          | Total des votes                                          | 180 431                                                  | 100 %                                                    |
|                                                          | Les Républicains conservent                              |                                                          |                                                          |                                                          |

### 2012
| Élection de 2012 du 26e district congressionnel du Texas | Élection de 2012 du 26e district congressionnel du Texas | Élection de 2012 du 26e district congressionnel du Texas | Élection de 2012 du 26e district congressionnel du Texas | Élection de 2012 du 26e district congressionnel du Texas |
| -------------------------------------------------------- | -------------------------------------------------------- | -------------------------------------------------------- | -------------------------------------------------------- | -------------------------------------------------------- |
| Parti                                                    | Parti                                                    | Candidat                                                 | Votes                                                    | %                                                        |
|                                                          | Républicain                                              | Michael C. Burgess (sortant)                             | 176 642                                                  | 68,3                                                     |
|                                                          | Démocrate                                                | David Sanchez                                            | 74 237                                                   | 28,7                                                     |
|                                                          | Libertarien                                              | Mark Boler                                               | 7844                                                     | 3,0                                                      |
| Total des votes                                          | Total des votes                                          | Total des votes                                          | 258 723                                                  | 100 %                                                    |
|                                                          | Les Républicains conservent                              |                                                          |                                                          |                                                          |

### 2014
| Élection de 2014 du 26e district congressionnel du Texas | Élection de 2014 du 26e district congressionnel du Texas | Élection de 2014 du 26e district congressionnel du Texas | Élection de 2014 du 26e district congressionnel du Texas | Élection de 2014 du 26e district congressionnel du Texas |
| -------------------------------------------------------- | -------------------------------------------------------- | -------------------------------------------------------- | -------------------------------------------------------- | -------------------------------------------------------- |
| Parti                                                    | Parti                                                    | Candidat                                                 | Votes                                                    | %                                                        |
|                                                          | Républicain                                              | Michael C. Burgess (sortant)                             | 116 944                                                  | 82,7                                                     |
|                                                          | Libertarien                                              | Mark Boler                                               | 24 526                                                   | 17,3                                                     |
| Total des votes                                          | Total des votes                                          | Total des votes                                          | 141 470                                                  | 100 %                                                    |
|                                                          | Les Républicains conservent                              |                                                          |                                                          |                                                          |

### 2016
| Élection de 2016 du 26e district congressionnel du Texas | Élection de 2016 du 26e district congressionnel du Texas | Élection de 2016 du 26e district congressionnel du Texas | Élection de 2016 du 26e district congressionnel du Texas | Élection de 2016 du 26e district congressionnel du Texas |
| -------------------------------------------------------- | -------------------------------------------------------- | -------------------------------------------------------- | -------------------------------------------------------- | -------------------------------------------------------- |
| Parti                                                    | Parti                                                    | Candidat                                                 | Votes                                                    | %                                                        |
|                                                          | Républicain                                              | Michael C. Burgess (sortant)                             | 211 730                                                  | 66,4                                                     |
|                                                          | Démocrate                                                | Erick Mauck                                              | 94 507                                                   | 29,6                                                     |
|                                                          | Libertarien                                              | Mark Boler                                               | 12 843                                                   | 4,0                                                      |
| Total des votes                                          | Total des votes                                          | Total des votes                                          | 319 080                                                  | 100 %                                                    |
|                                                          | Les Républicains conservent                              |                                                          |                                                          |                                                          |

### 2018
| Élection de 2018 du 26e district congressionnel du Texas | Élection de 2018 du 26e district congressionnel du Texas | Élection de 2018 du 26e district congressionnel du Texas | Élection de 2018 du 26e district congressionnel du Texas | Élection de 2018 du 26e district congressionnel du Texas |
| -------------------------------------------------------- | -------------------------------------------------------- | -------------------------------------------------------- | -------------------------------------------------------- | -------------------------------------------------------- |
| Parti                                                    | Parti                                                    | Candidat                                                 | Votes                                                    | %                                                        |
|                                                          | Républicain                                              | Michael C. Burgess (sortant)                             | 185 551                                                  | 59,4                                                     |
|                                                          | Démocrate                                                | Linsey Fagan                                             | 121 938                                                  | 39,0                                                     |
|                                                          | Libertarien                                              | Mark Boler                                               | 5016                                                     | 1,6                                                      |
| Total des votes                                          | Total des votes                                          | Total des votes                                          | 312 505                                                  | 100 %                                                    |
|                                                          | Les Républicains conservent                              |                                                          |                                                          |                                                          |

### 2020
| Élection de 2020 du 26e district congressionnel du Texas | Élection de 2020 du 26e district congressionnel du Texas | Élection de 2020 du 26e district congressionnel du Texas | Élection de 2020 du 26e district congressionnel du Texas | Élection de 2020 du 26e district congressionnel du Texas |
| -------------------------------------------------------- | -------------------------------------------------------- | -------------------------------------------------------- | -------------------------------------------------------- | -------------------------------------------------------- |
| Parti                                                    | Parti                                                    | Candidat                                                 | Votes                                                    | %                                                        |
|                                                          | Républicain                                              | Michael C. Burgess (sortant)                             | 261 963                                                  | 60,6                                                     |
|                                                          | Démocrate                                                | Carol Iannuzzi                                           | 161 099                                                  | 37,3                                                     |
|                                                          | Libertarien                                              | Mark Boler                                               | 9243                                                     | 2,1                                                      |
| Total des votes                                          | Total des votes                                          | Total des votes                                          | 432 305                                                  | 100 %                                                    |
|                                                          | Les Républicains conservent                              |                                                          |                                                          |                                                          |

### 2022
| Primaire Républicaine de 2022 du 26e district congressionnel du Texas | Primaire Républicaine de 2022 du 26e district congressionnel du Texas | Primaire Républicaine de 2022 du 26e district congressionnel du Texas | Primaire Républicaine de 2022 du 26e district congressionnel du Texas | Primaire Républicaine de 2022 du 26e district congressionnel du Texas |
| --------------------------------------------------------------------- | --------------------------------------------------------------------- | --------------------------------------------------------------------- | --------------------------------------------------------------------- | --------------------------------------------------------------------- |
| Parti                                                                 | Parti                                                                 | Candidat                                                              | Votes                                                                 | %                                                                     |
|                                                                       | Républicain                                                           | Michael C. Burgess (sortant)                                          | 42 006                                                                | 66,8                                                                  |
|                                                                       | Républicain                                                           | Vincent Gallo                                                         | 6437                                                                  | 10,2                                                                  |
|                                                                       | Républicain                                                           | Brian Brazeal                                                         | 5892                                                                  | 9,4                                                                   |
|                                                                       | Républicain                                                           | Isaac Smith                                                           | 5085                                                                  | 8,1                                                                   |
|                                                                       | Républicain                                                           | Raven Harrison                                                        | 3427                                                                  | 5,5                                                                   |

| Élection de 2022 du 26e district congressionnel du Texas | Élection de 2022 du 26e district congressionnel du Texas | Élection de 2022 du 26e district congressionnel du Texas | Élection de 2022 du 26e district congressionnel du Texas | Élection de 2022 du 26e district congressionnel du Texas |
| -------------------------------------------------------- | -------------------------------------------------------- | -------------------------------------------------------- | -------------------------------------------------------- | -------------------------------------------------------- |
| Parti                                                    | Parti                                                    | Candidat                                                 | Votes                                                    | %                                                        |
|                                                          | Républicain                                              | Michael C. Burgess (sortant)                             | 183 639                                                  | 69,3                                                     |
|                                                          | Libertarien                                              | Mike Kolls                                               | 81 384                                                   | 30,7                                                     |
| Total des votes                                          | Total des votes                                          | Total des votes                                          | 265 023                                                  | 100 %                                                    |
|                                                          | Les Républicains conservent                              |                                                          |                                                          |                                                          |

### 2024
| Primaire Républicaine de 2024 du 26e district congressionnel du Texas | Primaire Républicaine de 2024 du 26e district congressionnel du Texas | Primaire Républicaine de 2024 du 26e district congressionnel du Texas | Primaire Républicaine de 2024 du 26e district congressionnel du Texas | Primaire Républicaine de 2024 du 26e district congressionnel du Texas |
| --------------------------------------------------------------------- | --------------------------------------------------------------------- | --------------------------------------------------------------------- | --------------------------------------------------------------------- | --------------------------------------------------------------------- |
| Parti                                                                 | Parti                                                                 | Candidat                                                              | Votes                                                                 | %                                                                     |
|                                                                       | Républicain                                                           | Brandon Gill                                                          | 49 876                                                                | 58,4                                                                  |
|                                                                       | Républicain                                                           | Scott Armey                                                           | 12 400                                                                | 14,5                                                                  |
|                                                                       | Républicain                                                           | John Huffman                                                          | 8559                                                                  | 10,0                                                                  |
|                                                                       | Républicain                                                           | Luisa Del Rosal                                                       | 3949                                                                  | 4,6                                                                   |
|                                                                       | Républicain                                                           | Doug Robison                                                          | 2999                                                                  | 3,5                                                                   |
|                                                                       | Républicain                                                           | Mark Rutledge                                                         | 2130                                                                  | 2,5                                                                   |
|                                                                       | Républicain                                                           | Joel Krause                                                           | 1959                                                                  | 2,3                                                                   |
|                                                                       | Républicain                                                           | Neena Biswas                                                          | 1665                                                                  | 1,9                                                                   |
|                                                                       | Républicain                                                           | Burth Thakur                                                          | 975                                                                   | 1,1                                                                   |
|                                                                       | Républicain                                                           | Vlad De Franceschi                                                    | 572                                                                   | 0,7                                                                   |
|                                                                       | Républicain                                                           | Jason Kergosien                                                       | 366                                                                   | 0,4                                                                   |

| Primaire Démocrate de 2024 du 26e district congressionnel du Texas | Primaire Démocrate de 2024 du 26e district congressionnel du Texas | Primaire Démocrate de 2024 du 26e district congressionnel du Texas | Primaire Démocrate de 2024 du 26e district congressionnel du Texas | Primaire Démocrate de 2024 du 26e district congressionnel du Texas |
| ------------------------------------------------------------------ | ------------------------------------------------------------------ | ------------------------------------------------------------------ | ------------------------------------------------------------------ | ------------------------------------------------------------------ |
| Parti                                                              | Parti                                                              | Candidat                                                           | Votes                                                              | %                                                                  |
|                                                                    | Démocrate                                                          | Ernest Lineberger III                                              | 18 308                                                             | 100%                                                               |

| Élection de 2024 du 26e district congressionnel du Texas | Élection de 2024 du 26e district congressionnel du Texas | Élection de 2024 du 26e district congressionnel du Texas | Élection de 2024 du 26e district congressionnel du Texas | Élection de 2024 du 26e district congressionnel du Texas |
| -------------------------------------------------------- | -------------------------------------------------------- | -------------------------------------------------------- | -------------------------------------------------------- | -------------------------------------------------------- |
| Parti                                                    | Parti                                                    | Candidat                                                 | Votes                                                    | %                                                        |
|                                                          | Républicain                                              | Brandon Gill                                             | 241 096                                                  | 62,07                                                    |
|                                                          | Démocrate                                                | Ernest Lineberger III                                    | 138 558                                                  | 35,67                                                    |
|                                                          | Libertarien                                              | Mike Kolls                                               | 8 773                                                    | 2,26                                                     |
| Total des votes                                          | Total des votes                                          | Total des votes                                          | 388 427                                                  | 100 %                                                    |
|                                                          | Les Républicains conservent                              |                                                          |                                                          |                                                          |